# Grupos Basin

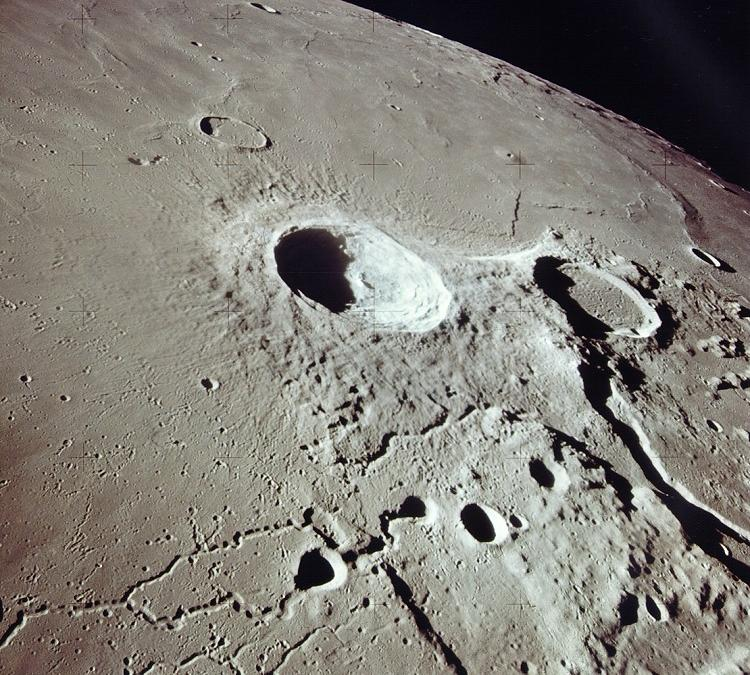
Dos cráteres lunares (Aristarchus y Herodotus).

Grupos Basin se refiere a las nueve subdivisiones informales en la escala de tiempo geológico lunar que junto a la anterior Era Críptica constituyen el Período Pre-Nectárico. Los Grupos Basin se han definido con el objetivo de situar las treinta cuencas de impacto del Pre-Nectárico en nueve grupos sobre la base de su edad. La edad relativa de la primera cuenca en cada grupo se basa en la densidad del cráter y en las relaciones de superposición con las otras cuencas.
Para el Grupo 1 no se ha establecido una edad oficial y la frontera entre el Grupo 9 y la Era Nectárica se define por la formación de la cuenca del impacto Nectaris. La edad de la cuenca Nectaris es un poco polémica, siendo la edad más frecuentemente citada de 3920 millones de años, o más raramente, 3850 millones. Sin embargo, recientemente se ha sugerido que podría ser mucho más antigua, en torno a 4100 millones de años. Los Grupos Basin no se utilizan como período geológico en los mapas lunares del United States Geological Survey. 

## Geología terrestre
Puesto que actualmente en la Tierra no se conocen apenas muestras geológicas de este período, el Pre-Nectárico lunar se ha utilizado como guía para subdividir el Eón Hadeico en por lo menos un notable trabajo científico. La Comisión Internacional de Estratigrafía no ha reconocido ni esta era, ni ninguna otra subdivisión Hadeica.
El período abarca el intervalo 4150 millones de años a 3920 millones de años. Durando 230 millones de años aproximadamente. Las primeras moléculas autorreplicantes (véase hipótesis del mundo de ARN) podrían haber evolucionado en la Tierra hace unos 4000 millones de años.
| Supereón    | Eón Eonotema     | Era Eratema                | Periodo Sistema            | Inicio, en millones de años |
| ----------- | ---------------- | -------------------------- | -------------------------- | --------------------------- |
| Precámbrico | Proterozoico     | Neo- proterozoico          | Ediacárico Ediacariano     | ~635                        |
| Precámbrico | Proterozoico     | Neo- proterozoico          | Criogénico Criogeniano     | ~720                        |
| Precámbrico | Proterozoico     | Neo- proterozoico          | Tónico Toniano             | 1000                        |
| Precámbrico | Proterozoico     | Meso- proterozoico         | Esténico Steniano          | 1200                        |
| Precámbrico | Proterozoico     | Meso- proterozoico         | Ectásico Ectasiano         | 1400                        |
| Precámbrico | Proterozoico     | Meso- proterozoico         | Calímico Calymmiano        | 1600                        |
| Precámbrico | Proterozoico     | Paleo- proterozoico        | Estatérico Statheriano     | 1800                        |
| Precámbrico | Proterozoico     | Paleo- proterozoico        | Orosírico Orosiriano       | 2050                        |
| Precámbrico | Proterozoico     | Paleo- proterozoico        | Riásico Rhyaciano          | 2300                        |
| Precámbrico | Proterozoico     | Paleo- proterozoico        | Sidérico Sideriano         | 2500                        |
| Precámbrico | Arcaico Arqueano | Neoarcaico Neoarqueano     | Neoarcaico Neoarqueano     | 2800                        |
| Precámbrico | Arcaico Arqueano | Mesoarcaico Mesoarqueano   | Mesoarcaico Mesoarqueano   | 3200                        |
| Precámbrico | Arcaico Arqueano | Paleoarcaico Paleoarqueano | Paleoarcaico Paleoarqueano | 3600                        |
| Precámbrico | Arcaico Arqueano | Eoarcaico Eoarqueano       | Eoarcaico Eoarqueano       | 4031±3                      |
| Precámbrico | Hádico Hadeano   | Hádico Hadeano             | Hádico Hadeano             | 4567                        |